# District de Bagtyýarlyk
 (septembre 2020).
Le district de Bagtyyarlyk est un district d’Achgabat, la principale ville et capitale du Turkménistan. 